# Local Government (Scotland) Act 1973
Pour les articles homonymes, voir Local Government Act.
La Local Government (Scotland) Act 1973, en français loi de gouvernement local de l'Écosse de 1973, est une loi du Parlement du Royaume-Uni qui a organisé la structure de gouvernement local de l'Écosse de 1975 à 1996, à travers ses 12 autorités unitaires : les régions.
Elle met fin aux comtés et restera en vigueur jusqu'au Local Government etc. (Scotland) Act 1994 qui introduira les council areas.